# Natallja Krawez-Kulesch
Natallja Krawez-Kulesch (belarussisch Наталля Кравец-Кулеш, engl. Transkription Natallia Kravets-Kulesh, geb. Krawez; * 25. Mai 1978) ist eine belarussische Marathonläuferin.
Bei den Crosslauf-Weltmeisterschaften belegte sie 1999 auf der Kurzstrecke Rang 85 und 2001 auf der Langstrecke Platz 92.
2003 wurde sie Zweite beim Breslau-Marathon, und 2005 gewann sie den Posen-Marathon. 2006 wurde sie Zweite beim Dębno-Marathon und gewann den Košice-Marathon. 
2007 siegte sie in Dębno, gewann den Marathonbewerb der Nacht von Flandern und verteidigte ihren Titel in Košice mit ihrer persönlichen Bestzeit von 2:34:50 h.